# Blažuj (Tomislavgrad)
Blažuj är en ort i Bosnien och Hercegovina.   Den ligger i entiteten Federationen Bosnien och Hercegovina, i den sydvästra delen av landet, 90 kilometer väster om huvudstaden Sarajevo. Blažuj ligger 943 meter över havet och antalet invånare är 335.
Terrängen runt Blažuj är kuperad.Närmaste större samhälle är Tomislavgrad, 1,5 kilometer söder om Blažuj. 
Trakten runt Blažuj består till största delen av jordbruksmark. Runt Blažuj är det ganska tätbefolkat, med 93 invånare per kvadratkilometer.